# 戸波江二
戸波 江二（となみ こうじ、1947年4月9日 - ）は、日本の法学者。専門は憲法・教育法。違憲審査制を中心に研究する。早稲田大学名誉教授。元司法試験第二次試験考査委員（2004年まで）。芦部信喜門下。

## 来歴
- 1966年 - 東京教育大学附属高等学校（現・筑波大学附属高等学校）卒業
- 1970年 - 東京大学法学部卒業
- 1972年 - 東京大学大学院法学政治学研究科修士課程修了
- 1976年 - 立教大学法学部助手
- 1977年 - 東京大学大学院法学政治学研究科博士課程単位取得退学
- 1978年 - 日本大学法学部講師
- 1982年 - 筑波大学社会科学系助教授
- 1989年 - 筑波大学社会科学系教授
- 1996年 - 早稲田大学法学部教授
- 2004年 - 早稲田大学法科大学院教授
- 2018年 - 早稲田大学を定年退職

## 人物
芦部信喜（東京大学名誉教授）の門下生である。芦部の著書である『憲法』（岩波書店）のはしがきには、当時筑波大学教授であった戸波が、同書及び『国家と法Ⅰ』（放送大学教材）の執筆に関わったことが書かれている（これらの著書に戸波独自の考えは反映されていない）。

## 研究テーマ
- 国の人権保護義務
- 科学技術と人権
- 被害者の人権
- 違憲審査制の活性化

## 在外研究
- ミュンヘン大学客員研究員
- ニューヨーク大学客員研究員
- アウクスブルク大学客員教授

## 社会的活動
- IT時代の選挙運動に関する研究会委員
- ドイツ憲法判例研究会代表

## 学説
- 幸福追求権（日本国憲法第13条）につき、人格的利益説を批判し一般的自由説をとる[1]
- 違憲審査基準につき、三段階説を批判し二段階説をとる[2]。

## 著書
- 『憲法』（地方公務員の法律全集1）（ぎょうせい、1992年）- 新版は1998年
- 『ゼミナール憲法裁判』（日本評論社、1986年）
- 『考える憲法』（共著）（弘文堂、1988年）
- 『人権』Sシリーズ（有斐閣、1992年）
- 『統治機構』Sシリーズ（共著）（有斐閣　1992年）
- 『新憲法学習のとびら』（日本書籍、1994年）
- 『憲法［第3版］』別冊法学セミナーNo.128、129（共著）（日本評論社、1994年）
- 『ドイツの憲法判例』（法学書院、1996年）
- 『ユーブング憲法［第2版］』法学教室増刊（共著）（有斐閣、1997年）
- 『憲法［補訂版］』現代青林講義（共著）（青林書院、1997年）
- 『在外選挙：外国の制度と日本の課題』（共著）（インフォメディア・ジャパン、1998年）
- 『人間・科学技術・環境：日独共同研究シンポジウム』（共編著）（信山社出版、1999年）
- 『ドイツの最新憲法判例』（信山社出版、1999年）
- 『子ども中心の教育法理論に向けて』（共著）（エイデル研究所、2006年）
- 『やさしい憲法入門（第3版）』（法学書院、2006年）

## 所属学会
- ドイツ憲法判例研究会 （代表 、国内 ）
- 日本公法学会
- 全国憲法研究会
- 日本教育法学会
- 日米法学会
- 日独法学会
- 法政策学会
- 日本高等教育学会